# نینگیشزیدا
نینگیشزیدا (سومری: 𒀭𒊩𒌆𒄑𒍣𒁕 DNIN-G̃IŠ-ZID-DA، معنای احتمالی «سرور [ِ] درخت خوب») یکی از خداییان بین‌النهرینی گیاهان، جهان زیرین و گاهی جنگ بود.

## نام
به نظر تورکیلد یاکوبسن نام سومری نینگیشزیدارا می‌توان «سرور درخت خوب» معنا کرد. این ترجمه امروزه نیز توسط سایر آشورشناسان پذیرفته شده است. نگارش‌های هجایی گوناگونی از این نام شناخته شده است، شامل: dNi-gi-si-da، dNin-nigi-si-da، dNin-ki-zi-da و dNin-gi-iz-zi-da.
نینگیشزیدا را نیز می‌توان گیشباندا («درخت کوچک») نامید.

## کارکردها
لقب‌های نینگیشزیدا او را به گیاهان و کشاورزی متصل می‌کند.

## پرستش
پرستش نینگیشزیدا نخستین بار در دوره سوم آغازین دودمانی گواهی شده است.

## ارتباط با سایر خدایان
نینگیشزیدا پسر نینازو و همسرش نینگیریدا بود.

## اساطیر
در اسطورهٔ بابلی میانه آداپا، نینگیشزیدا یکی از دو نگاهبانان (به همراه دوموزی) دروازهٔ کاخ سماوی آنو است.
در حماسه گیلگمش اشاره‌ای به نینگیشزیدا وجود دارد. نینسون (مادر قهرمان نام‌بخش) به شمش می‌گوید که می‌داند پسرش با او «در سرزمین بی‌بازگشت ساکن خواهد شد». در اسطوره دیگری درباره گیلگمش (مرگ بیلگمس) به قهرمان جایگاهی در جهان زیرین، همتراز با نینگیشزیدا وعده داده می‌شود.